# Bajka (Sialalajka)
"Bajka (Sialalajka)" – piosenka disco polo, wydana na singlu w 2017 roku, nakładem Green Star. Jej wykonawcą jest zespół Milano.

## Teledysk
Wideoklip do utworu kręcony był w Rzeszowie, a wydany został w czerwcu 2017 roku. Widzimy w nim, jak członkowie zespołu tańczą, śpiewają, jeżdżą samochodem i próbują poderwać młodą kobietę. Jednocześnie przedstawiona zostaje historia dziewczyny, która wzywa do domu hydraulika (w tej roli rzeszowski kulturysta, Sławomir „Rudy” Garbaty). Mężczyzna jest przystojny, bardzo muskularny i wzbudza zainteresowanie bohaterki. Kobieta podziwia go przy pracy, flirtuje z nim. W innych ujęciach ten sam mężczyzna ćwiczy na parkowej siłowni, a dziewczyna zachwyca się jego siłą.
Za produkcję teledysku odpowiadało studio Stykky Media.